# Otto Rahn
Otto Wilhelm Rahn (* 18. Februar 1904 in Michelstadt im Odenwald; † 13./14. März 1939 bei Söll (Tirol), Österreich) war ein deutscher Schriftsteller, Ariosoph und SS-Obersturmführer, der sich mit dem Gralsmythos beschäftigte.

## Leben

### Schule und Studium
Rahn wurde 1904 in Michelstadt/Odenwald als erstes Kind des Justizamtmanns Karl und Clara Rahn (geb. Hamburger) geboren. Ab 1910 besuchte er das humanistische Gymnasium in Bingen, wo er bis zum Beginn des Ersten Weltkriegs lebte. Sein Abitur legte er in Gießen ab. Dort begeisterte ihn sein Religionslehrer Freiherr von Gall erstmals für die Geschichte der Katharer. 1922 begann Rahn in Gießen ein Jurastudium, das er an der Albert-Ludwigs-Universität Freiburg und der Universität Heidelberg fortsetzte. Während seines Studiums wurde er 1922 Mitglied der Burschenschaft Germania Gießen.
1925 brach er das Studium ab und wurde Handelsreisender für verschiedene Verlage. Er unterhielt Kontakte zu Anhängern Stefan Georges. Rahns erster Verleger bezeichnete ihn später als Schüler Friedrich Gundolfs, der in Heidelberg Literaturgeschichte lehrte und zum George-Kreis gehörte. Er hatte auch Kontakt zu dem Dichter und Schriftsteller Albert Heinrich Rausch.

### Forschungsreisen
1928 besuchte er Genf und Paris. In Paris lernte er einen Kreis von Literaten und Privatgelehrten kennen, zu dem auch der aus Toulouse stammende Poet und Schriftsteller Maurice Magre gehörte. Dieser behauptete, dass ein Manuskript des Bogomilen-Bischofs Nicetas im Château de Monségur aufbewahrt wurde, welches während des Albigenserkreuzzuges als Teil des legendären Katharerschatzes in der Grotte von Ornolaca [sic!] im südfranzösischen Languedoc versteckt worden sei. Durch Magre lernte Rahn seine spätere Sponsorin, die Spiritistin Gräfin Miryanne Pujol-Murat kennen, die sich für eine Nachfahrin der Gräfin Esclarmonde de Foix (um 1151–um 1215) hielt, einer prominenten Angehörigen der Katharer im Frankreich des 13. Jahrhunderts. Gräfin Pujol-Murat war Mitglied der Gnostischen Kirche und unterhielt enge Kontakte zur Okkultgruppe Les Polaires (gegründet 1930), die sich mit den Hyperboreern und den Mythen um Ultima Thule beschäftigten und Ideen der Welteislehre des von der SS protegierten österreichischen Ingenieurs Hanns Hörbiger (1860–1931) vertraten.

#### Gralssuche mit Antonin Gadal

Antonin Gadal (1871–1962)

Inspiriert durch Magres Buch Magiciens et Illuminés, der eine Verbindung zwischen den Katharern und Buddhisten konstruierte und die Katharer als die „Buddhisten des Westens“ bezeichnete, entschloss sich Rahn 1929 zu Reisen in die Provence, in die Pyrenäen und in das südfranzösische Languedoc, wo er Höhlen untersuchte. Rahns Mäzenin, die Gräfin Pujol-Murat, stellte ihm für seine Exkursionen in den Midi-Pyrenäen eine Limousine und ihren deutschen Chauffeur Joseph Widegger zur Verfügung, was ihm Reisen „auf den Spuren der Gnostiker“ im Languedoc nach Pamiers, Foix, Carcassonne, Montségur und Mirepoix ermöglichte. 1930 unternahm er eine Reise ins Tal der Ariège, wo er unter anderem die Burgruine Montségur besichtigte. Sein Interesse galt der mittelalterlichen Ketzerbewegung, insbesondere den Katharern. Auf seinen Reisen lernte er Déodat Roché, einen Anhänger Rudolf Steiners, und den Heimatforscher Antonin Gadal kennen. Gadal hatte nach seiner Pensionierung über die Katharer geforscht und sich den Ruf eines Neukatharer-Fachmanns erworben. Er interessierte sich für die französische Geschichte und die katharische Häresie und betätigte sich als Höhlenforscher. Höhlenerkundungen im Tal der Ariège ließen ihn glauben, dem Katharerschatz auf der Spur zu sein, den er als den Gral imaginierte. Er ermutigte auch Rahn zur Gralssuche und Recherchen über die Rolle der Burg von Montségur, die er für die Gralsburg Montsalvatge (Montsalvatsch) im Epos Parzival Wolframs von Eschenbach hielt. Rahn bezeichnete Gadal als Lehrmeister und Gönner und arbeitete in den folgenden zirka drei Jahren intensiv mit ihm zusammen. Ihre Freundschaft hielt bis zu seinem Tode. 1930 bis 1932 erkundete Rahn von Ornolac-Ussat-les-Bains aus das Languedoc. Gadal begleitete ihn auf seinen Ausflügen in den französischen Pyrenäen und seinen Höhlenbesuchen im Ariègetal. Rahn übernahm auch den Rezeptionsstrang Katharer–Gral–Shambala von Gadal, der auch ihn überzeugte, dass in den Höhlen des Sabarthes ein Katharerschatz verborgen liegen müsse, bei dem es sich angeblich um den „Heiligen Gral“ handele, dessen letzter Aufbewahrungsort eine Grotte nahe Ussat (Ariège) gewesen sei. Gadal machte Rahn mit dessen Buch „Kreuzzug gegen den Gral“ schließlich bekannt.

#### Identifizierung der Gralsburg
Aus seinen Recherchen in den Archiven von Montségur (Ariège) schloss Rahn, dass er die Gralsburg gefunden habe. Diese wurde erstmals von dem provenzalischen Dichter Guyot im 12. Jahrhundert erwähnt, der dies einem Buch des arabischen Astrologen Flegitanis entnommen haben will. Rahn behauptete, dass Montségur mit der Gralsburg Montsalvatge (Montsalvatsch) aus Wolframs Parzival identisch sei. Er stellte die These auf, dass die Katharer die Hüter des Grals waren, und dass die von Papst Innozenz III. initiierten Albigenserkriege ein Kreuzzug gegen den Gral gewesen seien. Rahns Thesen stammen im Wesentlichen von Antonin Gadal.
Am 3. März 1932 berichtete die Zeitung La Dépêche du Midi von Ausgrabungen einer theosophischen Gruppe der Fraternité des Polaires, kurz Les Polaires, mit Sitz in Paris (Avenue Rapp), in der Nähe von Massat, die ein Deutscher [gemeint war Otto Rahn, der dies dementierte] leite. Die Zeitung berichtete wiederholt von der Schatzsuche dieser Polaires in der Burg Montségur, die einem Schatz der Albigenser aus dem 13. Jahrhundert gelte.

#### Bankrott und Flucht wegen Spionageverdacht
Im Spätherbst 1931 ließ sich Rahn in dem kleinen Kurort Ornolac-Ussat-les-Bains nieder, in dem sein Mentor Antonin Gadal wohnte.

Ehemaliges Hotel Restaurant des Marroniers in Ornolac-Ussat-les-Bains im Ariège-Tal

Im Mai 1932 pachtete Rahn das an der Nationalstraße Toulouse-Andorra gelegene Hotel Restaurant des Marronniers in Ussat-les-Bains für drei Jahre. Josephine Baker, Paul Ladame und Marlene Dietrich sollen zu seinen Gästen gehört haben. Trotzdem war er knapp bei Kasse. Mit deutschen Verlagsvorschüssen gelang es ihm zwar, die gröbsten Schulden zu tilgen, aber bereits am 10. Oktober desselben Jahres stellte das Handelsgericht in Foix den Bankrott fest. Ende 1932 wurde Rahn von französischen Regierungsstellen beschuldigt, ein deutscher Spion und der Führer eines internationalen Geheimbundes zu sein. Er verließ daraufhin Frankreich.

### Veröffentlichungen
- Im Herbst 1933 erschien Rahns Buch Kreuzzug gegen den Gral im Urban Verlag in Freiburg i.Breisgau. Kurz darauf trat er dem Reichsverband deutscher Schriftsteller bei.
- Am 5. August 1934 erschien Rahns Artikel 'Heinrich Minneke' in der Frankfurter Zeitung, in dem er die Verehrung des aus dem Himmel stürzenden Luzifers behauptet.
- Im April 1938 erschien Rahns Buch Luzifers Hofgesind im Schwarzhäupter-Verlag Leipzig.[14]

In seinem Buch Kreuzzug gegen den Gral postulierte Rahn eine Einheit der Traditionen der Troubadoure und des Minnesangs, der katharischen Häresie und der Sage vom Heiligen Gral. Er postulierte die Existenz einer gnostischen Untergrundreligion arisch-westgotischen Ursprungs, die im Jahre 1244 von der Inquisition vernichtet worden sei. Er vertrat die Auffassung, dass die Ideen der katharischen Religion bereits durch die Kelten und Iberer im Languedoc vertreten wurden, die er als Erben der Perser bezeichnete. Die Katharer seien durch manichäische Missionare christianisierte Druiden gewesen.
Die Thesen des Buddhisten und Dichters Maurice Magre, eines Freundes von Rahn, die Katharer und überhaupt alle europäischen Ketzer seien getarnte Anhänger der Buddhalehre, haben in Rahns Büchern deutliche Spuren hinterlassen. Diese Auffassung wird jedoch von Historikern nicht geteilt. Gemäß der „Durchsagen“ des „Sternenkraftorakels“ Magre wünschte sich das tibetische Zentrum die Errichtung eines europäischen Einweihungszentrums unter der Leitung der Polaires, das, anknüpfend an katharische Traditionen, eine Neuauflage der sapientes, der Weisen der Katharer, werden solle.
Rahn stützte die Verbindung Katharer – Gral – Tibet auf den Shambala-Mythos. Hier wird der Mani-Stein des Chakravartin in Zusammenhang mit einem wunscherfüllenden Juwel in einem ähnlichen Kontext erwähnt wie in Rahns Buch, in dem er behauptet, eine weiße Taube habe den Gral „nach Asiens Bergen“ gebracht, womit er den Himalaya meint. Das höchste Mysterium der Katharer, die Manisola, sei mit dem Gralsmahl identisch, und der von den Katharern verehrte Stein Mani sei mit tibetisch-buddhistischen Glaubensinhalten zu verbinden.

„Die ‚Reine Lehre‘, wie die Verdeutschung des Begriffes Catharismus ja lautet, wurde nach dem Beispiel der indischen Mani mit einem vom Himmel gefallenen Stein symbolisiert, einem lapis ex coelis, der die Welt tröstend erleuchtet.“

#### Luzifers Hofgesind
Die beiden Bücher Rahns unterscheiden sich in Stil und Inhalt stark. Besonders deutlich ist der Sinneswandel des Autors am Begriff „Luzifer“. Im „Kreuzzug gegen den Gral“, geschrieben vor seiner Mitgliedschaft in der SS, ordnet Rahn Luzifer, der christlichen Tradition folgend, dem Bösen zu. In seinem zweiten Buch, „Luzifers Hofgesind“ mutiert Luzifer zu einem Träger des Lichtes, Luci-Bel, wie ihn die Lucifer-Anhänger der Katharer angeblich nannten. Rahn deutete den Gral als Sammelsymbol aller Anhänger Luzifers. 1938 hielt Rahn im „Dietrich Eckart-Verein“ in Dortmund einen Vortrag vor der SS, in dem er Luzifer umwertete und als Lichtbringer feierte.
Auch in diesem Buch versucht Rahn, die mittelalterlichen Ketzerbewegungen umzudeuten. Das Buch ist als Reisetagebuch aufgebaut.
Luzifers Hofgesind ist geprägt durch die Blutmythologie Thules und enthält antisemitische Anklänge, wie der folgende Auszug zeigt:

„Unter Luzifers Hofgesind verstehe ich diejenigen, die nordischen Geblütes inne und ihm getreu, einen 'Berg der Versammlung in der fernsten Mitternacht’ als Ziel ihrer Gottsucht sich erkoren hatten und nicht die Berge Sinai oder Zion in Vorderasien.“

Luzifers Hofgesind ist eine SS-Propaganda-Schrift: Das Buch wurde von einem SS-Mann geschrieben, von der SS finanziert, vom Reichsführer SS Heinrich Himmler mit Ratschlägen bedacht, als Leitkultur-Lektüre empfohlen und massenhaft in der SS verbreitet. Es entstand unter der Schirmherrschaft Himmlers, der auch Einfluss auf den Inhalt nahm. Die zahlreichen, zum Teil aggressiven antisemitischen Passagen sind unübersehbar. Rahn widmete das Buch seinen SS-Kameraden und wählte als Motto einen Spruch Schopenhauers:

„Wir dürfen hoffen, dass einst auch Europa von aller jüdischen Mythologie gereinigt sein wird.“

Nach Kriegsende wurde Luzifers Hofgesind (1937) in der Sowjetischen Besatzungszone auf die Liste der auszusondernden Literatur gesetzt.

#### Ariosophische Spurensuche
1935 unternahm Rahn Reisen in den Westerwald, nach Hessen und Bayern. Forschungsreisen in Vorbereitung seines zweiten Werkes Luzifers Hofgesind führten Rahn nach Frankreich, Italien und Island.

### Arbeiten für Karl Maria Wiligut (1935–1936) im Rasse- und Siedlungshauptamt (RuSHA)
1935 kam Rahn auf Vermittlung von dessen Sekretärin mit dem SS-Standartenführer Karl Maria Wiligut, der sich ebenfalls für den Gralsmythos interessierte, in Kontakt, der ihn mit Heinrich Himmler bekannt machte. Ab Mai 1935 gehörte Rahn zum persönlichen Stab Wiliguts und arbeitete als Referent im „Rasse- und Siedlungshauptamt“ (RuSHA) der SS ohne genau definierten Aufgabenbereich.
Am 12. März 1936 wurde Otto Rahn in die SS aufgenommen (SS-Nummer 276.208). In seiner handschriftlich ausgefüllten SS-Stammrolle gibt er sechs Tage später folgende Stellungnahme ab: „Vor der Machtübernahme schrieb ich im Ausland, nach mehrjähriger Abwesenheit von Deutschland und ohne über den politischen Weg sowie die weltanschaulichen Ziele der NSDAP einwandfrei unterrichtet worden zu sein, ein Buch und Aufsätze, die heute als nationalsozialistisches Gedankengut gelten und die auch meine Berufung in den Stab des Reichsführers SS gezeitigt haben.“ Zum 1. Mai 1937 trat Rahn der NSDAP bei (Mitgliedsnummer 5.499.962).
Rahns These, das Katharertum sei eine germanisch geprägte dualistische Ketzerbewegung mit uralten arischen Wurzeln, beeindruckte Himmler so sehr, dass er Rahn zur Weiterarbeit an diesen Theorien unter den Auspizien der SS motivierte und ihn zur Mitarbeit bei von der SS finanzierten Exkursionen und Forschungen einlud. 1937 nahm er so mit einer Gruppe von 20 SS-Männern an einer Island-Expedition teil. Ziel dieser „Nordlandfahrt“ war die Erforschung des mythischen Thule, das man mit der Hauptstadt der Hyperboreer assoziierte. An der Expedition nahmen unter anderem der Islandkenner Paul Burkert und der mit dem Aufbau der Wewelsburger Bibliothek betraute Jurist Hans Peter des Coudres teil, mit dem sich Rahn anfreundete. Rahn betrachtete in der Folge seine „Wallfahrt“ nach Island als gescheitert, da er überzeugt war, dass Island nicht „Thule“ sein könne, und suchte Thule nun im nördlichen Skandinavien. Im Anschluss an die Islandreise veröffentlichte Rahn sein Reisetagebuch Luzifers Hofgesind, in dem er seine Suche nach Beweisen für eine katharisch-visigotische Tradition beschrieb.
Himmler hatte durch den von Rahn gedolmetschten Abgesandten der Polaires, den Briten Gaston de Mengel, Kenntnis von dieser okkulten Orakel-Kommunikation mit dem geheimen Einweihungszentrum im Himalaya erhalten, und war durch das Buch „Tiere, Menschen und Götter“ von Ferdinand Ossendowski mit angeblich mongolischen Erzählungen über ein unterirdisches Reich namens Agarthi und einem Einweihungszentrum, dass unterhalb des Himalayas liege und von einem „König der Welt“ regiert werde, vertraut.

### Im Stab des Reichsführers SS (1936–1939)
Rahn erhielt von Heinrich Himmler, der Schwierigkeiten hatte, seinen arischen Stammbaum nachzuweisen, den Auftrag, Recherchen über seine Vorfahren in der französischsprachigen Schweiz anzustellen. Im November 1936 leitete Rahn seine Ergebnisse zu Himmlers Ahnennachweis an die Wewelsburg weiter. Für diese Recherchen für den Reichsführer SS vernachlässigte er seine eigene Ahnentafel, wurde aber trotz der fehlenden Unterlagen noch im gleichen Monat zum SS-Oberscharführer befördert. Zeitgleich wurde auf der Wewelsburg an Himmlers Ahnennachweis gearbeitet, wobei sich herausstellte, dass es eine entfernte Verwandtschaft zwischen den Familien Himmler-Rahn gab, was man Otto Rahn jedoch nicht mitteilte.
1937 lernte Rahn bei Alfred Schmid den Schweizer Franz Riedweg kennen, den er auf Einladung Himmlers im selben Jahr bei einem Mittagessen im Nobelrestaurant Horcher wiedertraf. An diesem Essen nahmen der Leiter des Reichssicherheitshauptamts (RSHA) Reinhard Heydrich, der Gruppenführer im „Persönlichen Stab des Reichsführers SS“ Karl Wolff, der Schweizer Politiker Jean-Marie Musy und Werner Best teil. Himmler bahnte Dr. Riedwegs Eintritt in die SS an, indem er ihm anbot, als Hauptsturmführer und Truppenarzt bei der SS-Standarte Deutschland zu dienen.
Da Rahn fließend Französisch sprach und als Katharer-Experte und Kenner okkulter Themen galt, wurde er von Wiligut zu einem Gespräch zwischen Himmler und dem Okkultisten Gaston de Mengel hinzugezogen. Der Brite Gaston de Mengel war wie Rahns Freund Maurice Magre Mitglied des Geheimbundes Les Polaires, der vorgab, über ein Orakel mit einem spirituellen Zentrum in Tibet in Verbindung zu stehen. De Mengels Reiserouten entsprachen den Interessen des Ahnenerbes. Im Rahmen seiner Spionagetätigkeiten, die von Heinrich Himmler finanziert wurden, hatte er über französische Geheimorganisationen zu berichten. Aus einem Schreiben Karl Wolffs vom 19. Februar 1937 an Karl Maria Wiligut geht hervor, dass es bei diesen Gesprächen auf Basis der Studien De Mengels über vorchristliches, indisches, persisches und teilweise chinesisches Schrifttum um die Edda, die Veden, die Kabbala und um seine metaphysischen Berechnungen über den Pyramidenbau ging. Oberscharführer Otto Rahn soll die Richtigkeit derjenigen Forschungen De Mengels bestätigt haben, die er auf seinen Reisen selbst beobachten konnte. Wiligut schlug Otto Rahn für die Übersetzung der Werke Gaston de Mengels vor, in denen die Steuerung politischer Vorgänge geheimen spirituellen Zentren, namentlich Agartha und Shambhala zugerechnet wurde und die von tibetischen Weltverschwörungstheorien und einem messianischen Weltlehrer namens Maitreya, handelten.
Im April 1938 wurde Rahn zum SS-Untersturmführer ernannt. Im November 1938 wurde Rahn vier Monate lang unter Ablegung seines Dienstgrades den KZ-Wachmannschaften von Buchenwald und danach dem KZ Dachau zugeteilt, weil er durch übermäßigen Alkoholgenuss aufgefallen war. 1939 wurde Rahn als Obersturmführer, wohl unter dem Vorwurf der Homosexualität, auf eigenen Wunsch aus der SS entlassen.

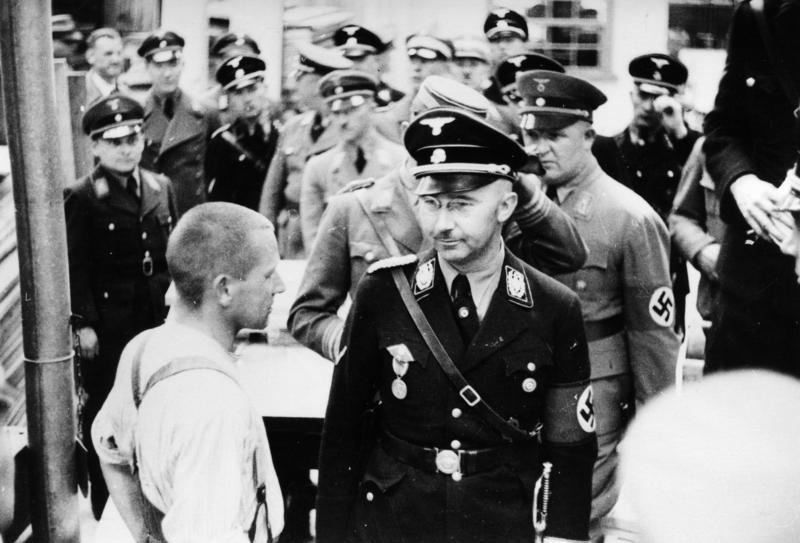
Heinrich Himmler besichtigt das KZ Dachau, in dem Rahn 1938 Wachdienst ableistete. Himmler war mit Rahns Familie verwandt.

### Beitrag zur NS-Germanenideologie

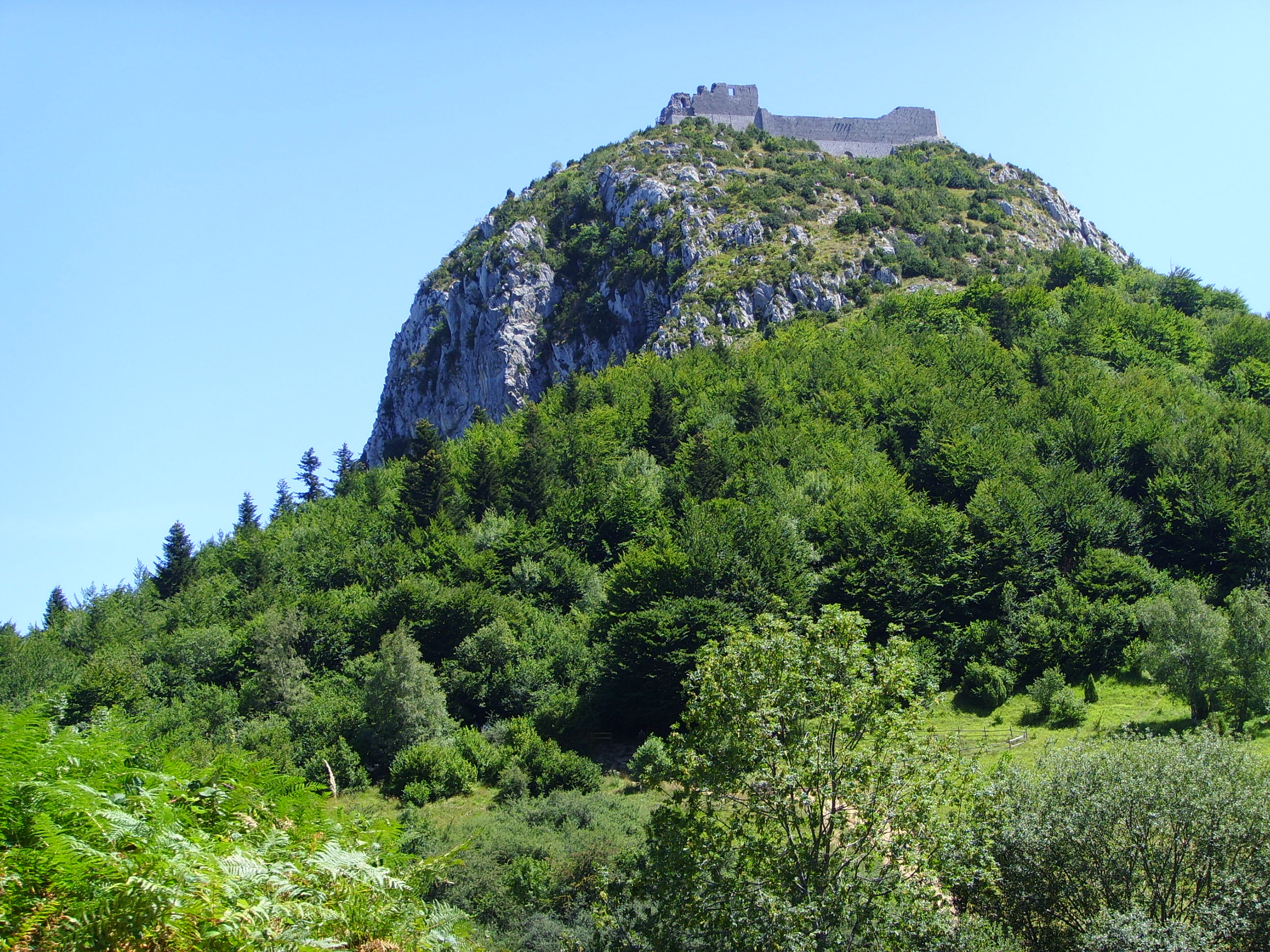
Der Berg Montségur mit der Ruine der gleichnamigen Katharerburg, die Rahn für die Gralsburg hielt.

Joscelyn Godwin identifiziert Otto Rahn als den Hauptverantwortlichen für die Assoziation der Katharer und deren Burg Montségur mit dem Heiligen Gral. Die von Rahn aufgestellten Thesen einer katharisch-visigotischen Tradition und einer gnostischen Untergrundreligion arisch-westgotischen Ursprungs, die von der kirchlichen Obrigkeit zerschlagen wurde, wurden von Rudolf Mund adaptiert, der dies als Belege für die mystische Mission der SS wertete.
Für Rahn waren die Katharer Germanen und der Albigenserkreuzzug nicht nur ein Glaubenskrieg, sondern ein Kampf von Juda und Rom gegen das nordische Germanentum. Für ihn wollte Papst Innozenz III. das Germanenblut in Südfrankreich endgültig ausrotten, weil dem Germanentum der Norden [gemeint war Thule] und nicht Jerusalem oder Rom heilig waren.
Rahns 1933 erschienenes „Ketzerbuch“ „Kreuzzug gegen den Gral“ machte ihn europaweit, insbesondere aber in NS-Kreisen bekannt und berühmt. Im April 1935 wurde Karl Maria Wiligut als engster Ratgeber Heinrich Himmlers auf den Autor aufmerksam, der Rahn sofort nach Berlin zitierte, da er Rahns Thesen zur Bereicherung der nationalsozialistischen Ideologiebildung der 1935 gegründeten „Ahnenerbe“-Stiftung heranziehen wollte. Der Reichsführer SS Himmler übernahm Rahns Deutung der Gralslegende und stellte die SS fortan in die Tradition des europäischen Ketzertums. Rahns Thesen ließen sich als Beleg für Himmlers Weltbild von einer in Urzeiten zurückreichenden arischen Lichtreligion nutzen, als deren Erbe und Vertreter Himmler seine als „Orden“ und „Ritterschaft“ konzipierte SS ansah. In gleicher Weise wurden Rahns Ideen von Alfred Rosenberg, dem führenden NS-Ideologen, aufgegriffen und unterstützt. Rosenberg erklärte Albigenser, Waldenser und Katharer zu Märtyrern der „abendländischen, völkischen Gesittung“ und sah diese Ketzerbewegungen als Vorläufer des Nationalsozialismus. Rahn stellte die These auf, dass die Kirche im Mittelalter einen Kreuzzug gegen den Gral geführt hätte, weil dieser das ketzerische Symbol für die „Reine Lehre“ sei,
Heinrich Himmler adaptierte Rahns Licht- und Sonnengnosis mit Luzifer als Erlöserfigur und hielt das Land der Katharer in Südfrankreich für das Ursprungsland des Grals und die Burg Montségur für die Gralsburg ‚Munsalvasch‘ aus Wolframs Gralsepos, was Rahns Karriere in der SS begünstigte. Rahns Buch „Kreuzzug gegen den Gral“ wurde zur Pflichtlektüre für alle höheren SS-Ränge.
Hinter diesen nach außen gekehrten Anleihen beim Germanentum und dem, was Himmler dafür hielt, ging es ihm um weit mehr, nämlich darum, in Anlehnung an Geschichte, Geschichtsmythos, Germanenkult, Sternbeobachtung, Sterndeutung und Wiederverkörperungstheorie ein Welterklärungsmodell zu schaffen, das „tatsächlich ein Religionsersatz“ in Gestalt einer „germanischen Urreligion“ werden sollte. Mit diesen Vorstellungen, bei denen er sich zeitweise vor allem auf den zwielichtigen Karl Maria Wiligut stützte, trat Himmler allerdings nie in die Öffentlichkeit.

### Tod
Rahn starb im März 1939, wenige Tage vor seiner geplanten Hochzeit, zu der sich der Reichsführer SS Heinrich Himmler persönlich angesagt hatte, auf dem Eiberg bei Söll in Tirol unter mysteriösen Umständen. Ob es ein Unfall war oder ein Suizid, ob dieser aus Verzweiflung über seine homosexuellen Neigungen verübt wurde oder weil er ihm von Himmler befohlen worden war, ist umstritten. Die Chronik der Gendarmeriestelle Söll beschreibt, dass am 11. Mai 1939 die Kinder des Josef Mayer am Eiberg eine stark verweste männliche Leiche fanden. Die Leiche wurde am Tag darauf durch den Mantel und mit Hilfe des Reisepasses durch den in Söll diensthabenden GUstr. (ein Dienstgrad) Lentsch als die des Schriftstellers Otto Rahn aus Berlin identifiziert; dieser wurde seit 13. März 1939 vermisst. Die Leiche soll nach Eintragung des Postenchronik nach Wörgl/Söll überführt und dort beerdigt worden sein. Laut Aussage der städtischen Friedhofsverwaltung Wörgl bzw. der zuständigen Stadtpfarre fand im benannten Zeitpunkt keine Bestattung mit dem Namen Rahn statt. Vermutlich wurde der Leichnam nach Kirchbichl überführt.

## Rezeption und Kritik
Ossendowskis Adepten, beispielsweise René Guénon, brachten den Agartha-Mythos mit der Gralslegende in Verbindung und konstruierten eine chiliastische Vorstellung, in der der „König der Welt“ die guten gegen die bösen Menschen in den Kampf führen wird.
Rahns Interpretationen und Behauptungen weisen viele schwer zu rechtfertigende Ansätze auf und widersprechen anerkannten wissenschaftlichen Erkenntnissen, was auf seine unbekümmerte Geringschätzung historischer Belege zurückzuführen ist.

### Dubiose Etymologie
Die Verbindung von Katharer und Montségur mit dem Heiligen Gral beruht auf schwachen etymologischen Gleichsetzungen:
- Nur anhand der Zeile bezüglich der Befestigungsstärke der Gralsburg im Parzival: „Kein Platz war so gut zur Verteidigung gerüstet wie Munsalvaesche.“ (okzitan. Montsalvasch, „Heilsberg“, oder Montsauvage, „Wilder Berg“) glaubte Rahn die Burg Montségur identifizieren zu können (okzitanisch Montsegur, sicherer Berg). Mit ähnlich dubioser Etymologie setzte er wichtige Personen im Parzival mit Führungspersonen der Katharer gleich:
  - So glaubte er in Parzival den Anführer der Katharer Trencavel identifizieren zu können.
  - „Kyot“, als der angeblichen Quelle von Wolframs Parzival setzte er mit Guiot des Provins gleich.[46]
  - Der Name des Gralsherrn lautete in einem Epos Wolframs von Eschenbach Perilla. Rahn hielt ihn für den Herrn der Festung Montsegur, Raimon de Pereille, in zeitgenössischen Dokumenten in der latinisierten Form Perilla.[39]
- Den Minne-Begriff führte Rahn auf den Namen Mani zurück, indem er die keuschen Minnesänger mit den lustfeindlichen Manichäern gleichsetzte.

### Chronologie
Rahns Gralsthesen weisen viele chronologische Probleme auf: So glaubte er etwa in der Gräfin Esclarmonde de Foix (* um 1151; † um 1215) die Gralshüterin „Repanse de Schoye“ aus Wolframs Parzival zu erkennen, die den Gral in dem Berg des Munsalvaesche (bei Rahn: Montségur) einschloss, um ihn vor den Heerscharen der Inquisition zu schützen. So werden Repanse de Schoyes Brüder Anfortas, der Gralskönig und Trevrizent, der Eremit bei Rahn zu Raimund Roger von Foix und Guilhabert von Castres, der Katharerbischof von Toulouse. In Raimund Roger Trencavel, dem 1209 in Kerkerhaft verstorbenen Vizegrafen von Béziers, erkennt Rahn den „Parzival“. Die erste Gralsdichtung des Perceval oder Li Contes del Graal wurde von Chrétien de Troyes gegen 1180 für Philipp von Flandern erstellt, um die Gattung des Höfischen Romans mit christlichen Elementen, insbesondere dem Mythos vom Heiligen Gral, zu durchdringen. Wolfram von Eschenbach begann seinen Parzival um 1200, während die Gräfin Esclarmonde de Foix der Katharer-Sekte erst 1204 beitrat, und die „Grals“-Burg Montségur erst ab 1209 zu einer Katharerzufluchtstätte ausgebaut wurde, bevor sie 1244 fiel.

### Gral und Katharer
Die Katharer eignen sich nicht, um mit dem Gral in Verbindung gebracht zu werden, da sie nicht an Kreuzigung und Auferstehung glaubten und der Gral mit den sehr christuszentrierten Ritualen der Katholischen Kirche exakt diejenigen Aspekte des Christentums repräsentiert, die die Katharer ablehnten. Obwohl der Gral ohne diese Grundelemente der katholischen Lehre undenkbar ist und die Katharer jeden Reliquienkult ablehnten, und obschon der Begriff Gral im Okzitanischen ein Synonym für ein mörserförmiges Trinkgefäß war und der Heilige Gral als Abendmahlkelch Christi gilt, behauptete Rahn, der Gral sei, nach dem Beispiel der indischen Mani, für die Katharer ein Symbol für einen vom Himmel gefallenen Stein, den er lapis ex coelis nannte. (Bei Wolfram von Eschenbach Lapsit exillis.) Es gibt jedoch weder in den Vernehmungsprotokollen der Katharerprozesse noch in den überlieferten Schriften der Katharer einen Hinweis darauf, dass bei den Katharern eine Legende von einem (symbolischen) Stein, der ihnen als Gral galt und der von einer weißen Taube in den Himalaya gebracht worden sein soll, was Rahn mit einer Kohärenz zum Mani-Stein der Chakravartin aus dem Shambala-Mythos beweisen zu können glaubte, gab. Auch Recherchen in den Inquisitionsakten (Collection Doat, Bibliothèque nationale de France) und Studien im vatikanischen Geheimarchiv haben keinen Beweis erbringen können, dass die Katharer in einer Beziehung zum Gral standen.
Renommierte Historiker seiner Zeit und der Gegenwart lehnen Rahns Ansichten ab. Katharerforscher sind zu dem Ergebnis gekommen, dass die dualistische Lehre der Katharer durch bogomilische Missionare im Westen verbreitet wurde.

## Varia
Der Thrillerautor Philip Kerr stellt in Im Sog der dunklen Mächte, dem zweiten Teil seiner Berlin-Trilogie, einen Ritualmord an jungen „arischen“ Mädchen dar. Die Täter sind eine Gruppe von meist homosexuellen SS-Männern, unter anderem Rahn und Wiligut.

## Werke
- Kreuzzug gegen den Gral. Urban-Verlag, Freiburg i. B. 1933.
- Luzifers Hofgesind, eine Reise zu Europas guten Geistern. Schwarzhäupter-Verlag, Leipzig, Berlin 1937.